# Instytut Badań Rynku, Konsumpcji i Koniunktur
Instytut Badań Rynku, Konsumpcji i Koniunktur – Państwowy Instytut Badawczy (IBRKK-PIB) – państwowy instytut badawczy z siedzibą w Warszawie istniejących w latach 2007–2018, nadzorowany ostatnio przez Ministerstwo Przedsiębiorczości i Technologii, zajmujący się badaniami ekonomicznymi. W 2018 przekształcony w Polski Instytut Ekonomiczny.
Instytut był członkiem Stowarzyszenia Europejskich Instytutów Koniunktury Gospodarczej (AIECE) oraz Polskiego Stowarzyszenia Badań Wspólnot Europejskich (PECSA).

## Historia
Instytut powstał 1 stycznia 2007 r., w wyniku połączenia Instytutu Koniunktur i Cen Handlu Zagranicznego (IKCHZ) oraz Instytutu Rynku Wewnętrznego i Konsumpcji (IRWiK), na mocy rozporządzenia ministra gospodarki z dn. 21 grudnia 2006 r.
Instytut Koniunktur i Cen Handlu Zagranicznego istniał od 1969 r., zajmował się problemami handlu zagranicznego oraz gospodarki światowej. Nawiązywał do tradycji Instytutu Badania Koniunktur Gospodarczych i Cen, powołanego do życia w 1928 r. i kierowanego przez prof. Edwarda Lipińskiego. Instytut Rynku Wewnętrznego i Konsumpcji był placówką naukowo-badawczą i konsultacyjną z ponad 50-letnim dorobkiem naukowym. Zajmował się problemami rynku i zarządzania przedsiębiorstwem, głównie w sektorze MŚP.
Zgodnie z Rozporządzeniem Rady Ministrów z dnia 31 października 2017 r. (Dz.U. Poz. 2094) Instytut Badań Rynku, Konsumpcji i Koniunktur uzyskał status państwowego instytutu badawczego i od 14 listopada 2017 r. używa nazwy Instytut Badań Rynku, Konsumpcji i Koniunktur – Państwowy Instytut Badawczy.
22 września 2018 r. weszła w życie ustawa z dnia 20 lipca 2018 r. o Polskim Instytucie Ekonomicznym, która przekształca z dniem jej wejścia w życie Instytut Badań Rynku, Konsumpcji i Koniunktur – Państwowy Instytut Badawczy w Polski Instytut Ekonomiczny. Zgodnie z artykułem 24 ustawy Instytut Badań Rynku, Konsumpcji i Koniunktur – Państwowy Instytut Badawczy został zlikwidowany, a w jego miejsce zgodnie z artykułem 25 ustawy tworzy się Polski Instytut Ekonomicznym. 

## Działalność wydawnicza
Periodyki:
- Unia Europejska.pl (dwumiesięcznik)
- Handel Wewnętrzny (dwumiesięcznik)
- Konsumpcja i Rozwój (kwartalnik)

Serie wydawnicze:
- Studia i Materiały
- Discussion Papers

Raporty roczne:
- Gospodarka i handel zagraniczny Polski
- Handel wewnętrzny w Polsce
- Inwestycje zagraniczne w Polsce
- Koniunktura gospodarcza świata i Polski
- Konsumpcja w Polsce
- Polityka gospodarcza Polski w integrującej się Europie
- Usługi w Polsce

Instytut wydaje również książki związane ze swoim profilem działalności.

## Jednostki organizacyjne
- Zakład Analiz i Monitoringu
- Zakład Metaekonomii
- Zakład Strategii
- Zakład Uczenia Maszynowego
- Biblioteka